# Hebdomophruda apicata
Hebdomophruda apicata är en fjärilsart som beskrevs av W. Warren 1897. Hebdomophruda apicata ingår i släktet Hebdomophruda och familjen mätare. Inga underarter finns listade i Catalogue of Life.